# Редакция (текстология)

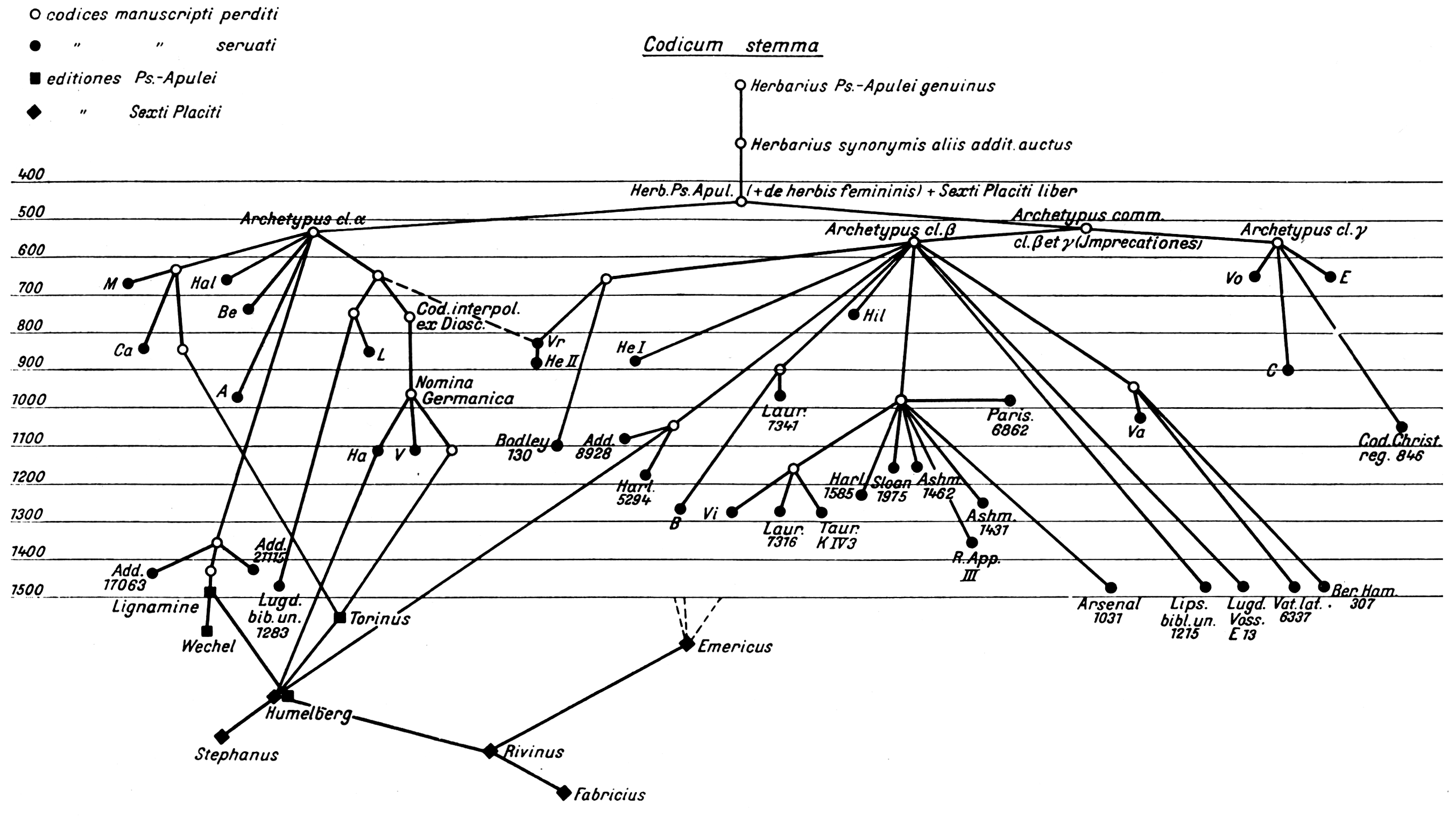
Стемма списков Гербария Псевдо-Апулея

Редакция — в текстологии состояние текста, его вид, существенное изменение литературно-художественной формы выражения содержания произведения в целом или значительных структурных, композиционных его частей (глав, разделов, эпизодов и так далее), изменение художественного замысла.
Редакцией произведения считается группа списков (экземпляров произведения), в которых фиксируется сознательное стремление дать особый текст по идейным, стилистическим или иным соображениям.

## Принцип выделения
В. М. Истрин даёт следующее определение:

«Редакцией» будет называться такая переработка памятника, которая была произведена с определённой целью, будучи вызванная или какими-либо общественными событиями, или чисто литературными интересами и вкусами книжника, или целью обрусить сам памятник (например, со стороны языка) и т. п., один словом, — такая переработка, которая может быть названа литературной.

Таким образом, подчёркивается целенаправленность работы книжника. Как отмечал Д. С. Лихачёв, внешние случайные различия между списками не могут служить основанием к разделению списков на особые редакции. Изменения текста, не отражающие воли человека, возникающие в результате невнимательности, ошибок переписчика, случайных утрат или присоединений, изменений во вкусах, составить редакцию не могут. Правило действительно даже в случае крупных количественных изменений. Может быть утрачена половина текста. Оставшаяся половина может самостоятельно переписываться, но пока переписчик не придаст ей какую-то законченность и соответственно доработает текст, нельзя говорить об отдельной редакции, но лишь о дефектном тексте. Противоположной крайностью являются случаи, когда текст в количественном отношении изменён незначительно, но существенно для его смысла. В этом случае речь должна идти о новой редакции. Никакой механический подсчёт изменений, разночтений не является настолько же эффективным для определения наличия редакции, как изучение изменений текста по содержанию.
Против определения редакции как сознательной, творческой переработки предшествующего текста одним лицом выступал М. О. Скрипиль. По его наблюдениям, в ряде случаев черты нового идейно-художественного содержания проникают в список за списком в пределах определённого времени, постепенно меняя традиционный текст. Лихачёв возражал, что придать новое направление всему тексту, особенно идейное, может только значительное по содержанию изменение. В то же время редакция памятника может быть результатом коллективной работы.

## Редакция и извод
Извод представляет собой группу списков, отличающихся общими языковыми изменениями, в том числе хронологическими (поновлениями) или региональными. Если редакция создаётся целенаправленно, то извод формируется стихийно, в результате многократной переписки текста в определённой среде, местности, стране.
Однако часто под редакцией памятника понимается его происхождение по языку (сербская редакция, болгарская, русская и т. д.). В данных случаях понятие «редакция» тождественно «изводу».
Иногда писец создаёт не только языковые особенности текста, но и вносит сознательные изменения. В этом случае извод совпадает с редакцией.

## Редакция, вид, вариант
От редакций отличаются варианты текста — изменения отдельных частей текста, абзацев, отрывков, не влекущие за собой изменения общего замысла и возникшие в результате авторской работы над текстом произведения. Если в группе списков не обнаруживается сознательного стремления изменить текст (не редакция), а есть только вариант текста, образовавшийся в результате нарастания ошибок в процессе переписывания текста и их исправлений и при этом не носящий языкового характера (не извод), такая группа называется видом памятника, видом редакции или просто вариантом текста, группой списков.

## Идейная и стилистическая редакция
От идейной редакции, отражающей изменения идейного характера отличается стилистическая редакция — группа списков, отражающая общие стилистические изменения.